# Vendée (rzeka)
Vendée – rzeka we Francji, przepływająca przez tereny departamentów Deux-Sèvres oraz Wandea, o długości 81,7 km. Stanowi dopływ rzeki Sèvre Niortaise. 

## Geografia
Vendée ma długość 81,7 km. Swoje źródło ma w Saint-Paul-en-Gâtine w departamencie Deux-Sèvres. Przepływa przez miasto Fontenay-le-Comte. Uchodzi do Sèvre Niortaise w L’Île-d’Elle niedaleko Marans.

## Główne dopływy
- Mère – o długości 32,9 km
- Longèves – o długości 16,8 km